# Anja (rivière)
Pour les articles homonymes, voir Anja.
L'Anja est une rivière en Éthiopie, dans le woreda de Seka Chekorsa.